# Safari callejero
Safari callejero es una historieta del autor de cómics español Francisco Ibáñez, publicada entre el 10 de noviembre de 1969 y 1970, la tercera historia larga de su serie Mortadelo y Filemón. 

## Trayectoria editorial
Tras su serialización en Gran Pulgarcito en los números del 42 al 52, a 4 páginas por número, fue recopilada en álbum, ya sea en el número 3 de la colección Ases del Humor, en la Colección Olé, como número 98 de la cuarta edición, o en el tomo número 21 de la colección Súper Humor de Ediciones B junto a Chapeau el "esmirriau", El sulfato atómico, El plano de Alí-gusa-no y La caja de los diez cerrojos.

## Sinopsis
Un ladrón ha entrado en la casa del profesor Bacterio y ha provocado que todos los animales de su laboratorio se escapen. Los animales están bajo los efectos de un suero que les varía el metabolismo y las costumbres. Mortadelo y Filemón tendrán que recuperarlos buscándolos por toda la ciudad. Así pues, buscarán, entre otros, al vampiro Celestino, la gallina Dorotea, el perro Zacarías...

## Final
El final de la historieta es completamente diferente al de la serie de televisión:
Historieta: Después de cargarse el coche del Súper entregando el elefante, el agente Mostáchez es liberado dándole una última oportunidad buscando a los "maleantes" esos y cuando por fin los atrapa, el comisario se enfada porque esos supuestos "maleantes" resultan ser miembros de la T.I.A. y destina al agente a barrer las calles.
Serie de televisión: Después de cargarse el coche del Súper entregando el elefante, se enfada con Mortadelo y Filemón por haberle destrozado el coche persiguiéndoles con un trabuco como en todas las historietas.

## Influencias y legado
La viñeta inicial del álbum es un plagio de otra viñeta de Franquin. Sin embargo esta aventura es muy característica de Ibáñez y el recurso de la captura de animales con peculiaridades se volverá a usar en otras historietas como Misión de perros o Pánico en el zoo.

## En otros medios
- Ha sido adaptado al completo en el episodio de la serie de televisión sobre los personajes.[8] También se un hizo un videojuego en 1989 que tiene el título Mortadelo y Filemón II: Safari callejero.[9]

- En la película realizada con actores de carne y hueso La gran aventura de Mortadelo y Filemón los agentes se despiertan de la misma manera (mediante un mazo que sale de la pared).[10]